# Esprit Espinasse

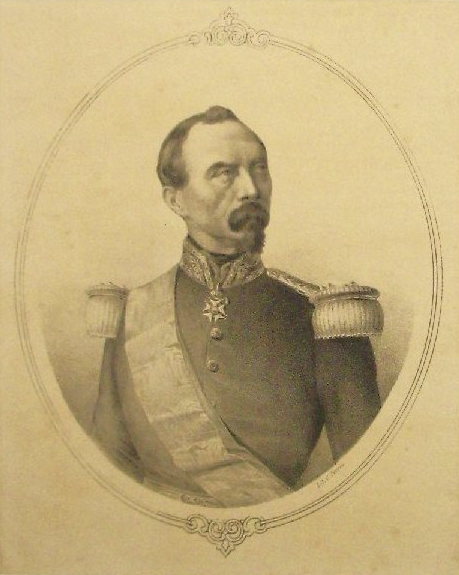
Esprit Espinasse

Esprit Charles Marie Espinasse (* 2. April 1815 in Castelnaudary, Département Aude; † 4. Juni 1859 in Magenta (Lombardei)) war ein französischer General.

## Leben
Esprit Charles Marie Espinasse erhielt seine militärische Vorbildung seit 1833 in der Militärschule Saint-Cyr, trat 1835 als Sous-Lieutenant (Leutnant) in das 47. Linienregiment ein und kam 1837 als Lieutenant (Oberleutnant) zur Fremdenlegion in Algier. Hier erwarb er sich 1842 durch seltenen Mut das Ritterkreuz der Ehrenlegion. 1845 zeichnete er sich als Chef eines Bataillons des Zuaven-Regiments im Feldzug gegen die Kabylen, namentlich beim Angriff auf Beni Slem, aus.
Im Juli 1851 wurde Espinasse zum Oberst des 42. Infanterieregiments befördert. Als solcher sprengte  er auf Befehl des Prinz-Präsidenten Louis Napoleon bei dessen Staatsstreich vom 2. Dezember 1851 die Nationalversammlung und unterdrückte am folgenden Tag mehrere Aufstandsversuche in Paris. Ferner stand er mit General Canrobert an der Spitze der Revisionskommissionen, die über die 50.000 bis 60.000 Urteile, welche die Militärgerichte über die Gegner des Staatsstreich verhängten, Bericht zu erstatten hatten, wobei er mit großer Strenge verfuhr. Hierauf wurde er im Mai 1852 zum Brigadegeneral und Adjutanten Louis Napoleons ernannt, der als französischer Kaiser den Namen Napoléon III. annahm.
Zu Anfang des Krimkriegs befehligte Espinasse die erste Infanteriebrigade, unternahm im August 1854 die misslungene Rekognoszierung in die Dobrudscha und verlor einen großen Teil seiner Truppen durch die Anstrengungen des Marsches und den Ausbruch der Cholera. Gesundheitsrücksichten nötigten ihn zu einer kurzen Rückkehr nach Frankreich. Er stand jedoch schon im Oktober 1854 wieder an der Spitze der ersten Brigade der ersten Infanteriedivision und wurde im Frühjahr 1855 auf die Krim nachgesandt. Er zeichnete sich am 16. August 1855 in der Schlacht an der Tschernaja aus und wurde dafür am 29. August zum Divisionsgeneral ernannt. Als solcher kämpfte er mit großer Tapferkeit am 8. September 1855 beim Sturm auf den Malakow. Durch diese Taten erwarb er sich das Kommandeur-Kreuz der Ehrenlegion, den englischen Bathorden und die sardinische Tapferkeitsmedaille.
Als Napoleon III. nach dem missglückten Attentat des Italieners Felice Orsini vom 14. Januar 1858 die Regierung Frankreichs militärisch zu organisieren versuchte, übertrug er am 7. Februar 1858 Espinasse das Innenministerium, mit dem das neugebildete Ministerium der öffentlichen Sicherheit vereinigt wurde. Als Innenminister vollzog Espinasse das sogenannte Sicherheitsgesetz jedoch so drakonisch und grausam, dass er bald allgemeine Unzufriedenheit erregte und Widerstand in der Öffentlichkeit fand. Am 14. Juni 1858 musste er deshalb zurücktreten. Daraufhin ernannte ihn Napoleon III. zum Senator.
Zu Beginn des Feldzugs in Italien 1859 erhielt Espinasse das Kommando über die 2. Division des 2. Armeekorps unter Patrice de Mac-Mahon, überschritt am 3. Juni bei Turbigo den Ticino und beteiligte sich am 4. Juni 1859 am Sturm auf Magenta. Im Begriff, mit seinen Zuaven ein von Tiroler Jägern besetztes Haus am Eingang des Dorfes zu erstürmen, streckte ihn eine Kugel zu Boden. Er hatte nur ein Alter von 45 Jahren erreicht. Der Kaiser ließ seinen Leichnam im Invalidendom zu Paris beisetzen.